# 永利町
永利町（ながとしちょう）は、鹿児島県薩摩川内市の町。旧薩摩国薩摩郡山田郷山田村、薩摩国薩摩郡永利郷山田村、薩摩郡永利村大字山田、川内市永利町。郵便番号は895-0005。人口は4,256人、世帯数は1,556世帯（2020年10月1日現在）。

## 地理
薩摩川内市の中央部、平佐川の中流域に位置している。字域の北方には中村町、北方から東方にかけては樋脇町塔之原、南方には樋脇町市比野、南方から西方にかけては百次町、西方には平佐町、天辰町がそれぞれ接している。
字域の北部には市立少年自然の家てらやまんち、薩摩川内市せんだい宇宙館が所在している。
字域の中央を川内市永利町交差点を中心として北方に鹿児島県道333号川内祁答院線、南方に鹿児島県道336号山田隈之城線が通っており、南部で進路を西方に変えている。東西には鹿児島県道42号川内加治木線が通っている。

## 歴史

### 山田の成立
永利は1956年に永利村が川内市に編入されるまでは「山田」と称しており、山田という地名は平安末期頃より見えるとされる。書面においては久安3年の入来院弁済使別当伴信房解状に見えるのが初見であるとされており、鎌倉初期頃のものと見られる書面も発見されている。

### 中世から近世
鎌倉末期から南北朝期にかけては永利を治めていた永利氏が周辺へ勢力を広げるようになった。しかし永利氏は南北朝末期に没落し、室町期になると入来院氏が治めるようになった。入来院氏は後に島津氏に組み込まれ、永利などの入来院氏の領土は江戸期以降薩摩藩の直轄領となった。
江戸期には薩摩郡山田郷（外城）のうちとなり、村高は「検地目録」及び「天保郷帳」では1,882石余、「旧高旧領」では1,393石余であった。明治2年に山田郷と百次郷が統合され、永利郷のうちとなる。

### 町村制施行以後
1889年（明治22年）4月1日に町村制が施行されたのに伴い、それまでの永利郷（山田村、百次村、田崎村）の区域より薩摩郡永利村が成立し、それまでの山田村は永利村の大字「山田」となった。
1956年（昭和31年）9月30日には永利村が薩摩郡高江村と共に川内市に編入された。同年の10月19日に鹿児島県公報に掲載された「 市村の廃置分合に伴う大字の廃止及び町の新設」（鹿児島県告示）により9月30日付で旧永利村大字山田の区域を以て新たに川内市の町「永利町」が設置された。
2004年（平成16年）10月12日に川内市、東郷町、入来町、祁答院町、樋脇町、下甑村、上甑村、鹿島村、里村が新設合併し薩摩川内市が設置された。この市町村合併に伴い設置された法定合併協議会において川内市の町・字については「現行通りとする。」と協定されたため、名称の変更は行われずに薩摩川内市の町となった。

## 人口
以下の表は国勢調査による小地域集計が開始された1995年以降の人口の推移である。
| 年                 | 人口  |
| ------------------ | ----- |
| 1995年（平成7年）  | 2,476 |
| 2000年（平成12年） | 2,929 |
| 2005年（平成17年） | 3,048 |
| 2010年（平成22年） | 3,629 |
| 2015年（平成27年） | 4,220 |
| 2020年（令和2年）  | 4,256 |

## 施設

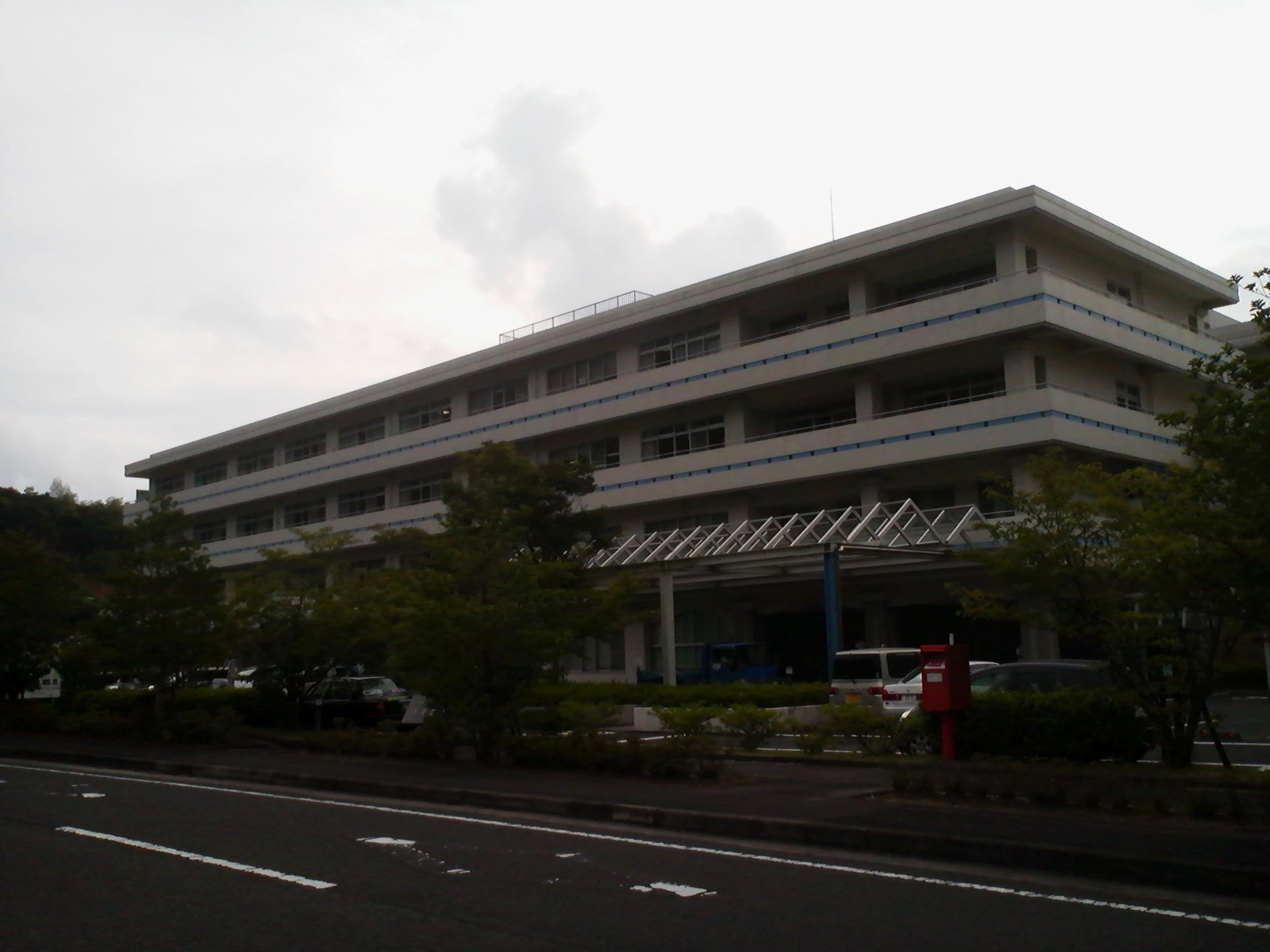
川内市医師会立市民病院

### 公共
- 川内市医師会立市民病院
- 市立少年自然の家てらやまんち
- 薩摩川内市せんだい宇宙館

### 郵便局
- 永利郵便局

### 寺社
- 久木原神社
- 天乞神社
- 若宮神社
- 永樂寺

### その他
- 川内永利中継局

## 文化財

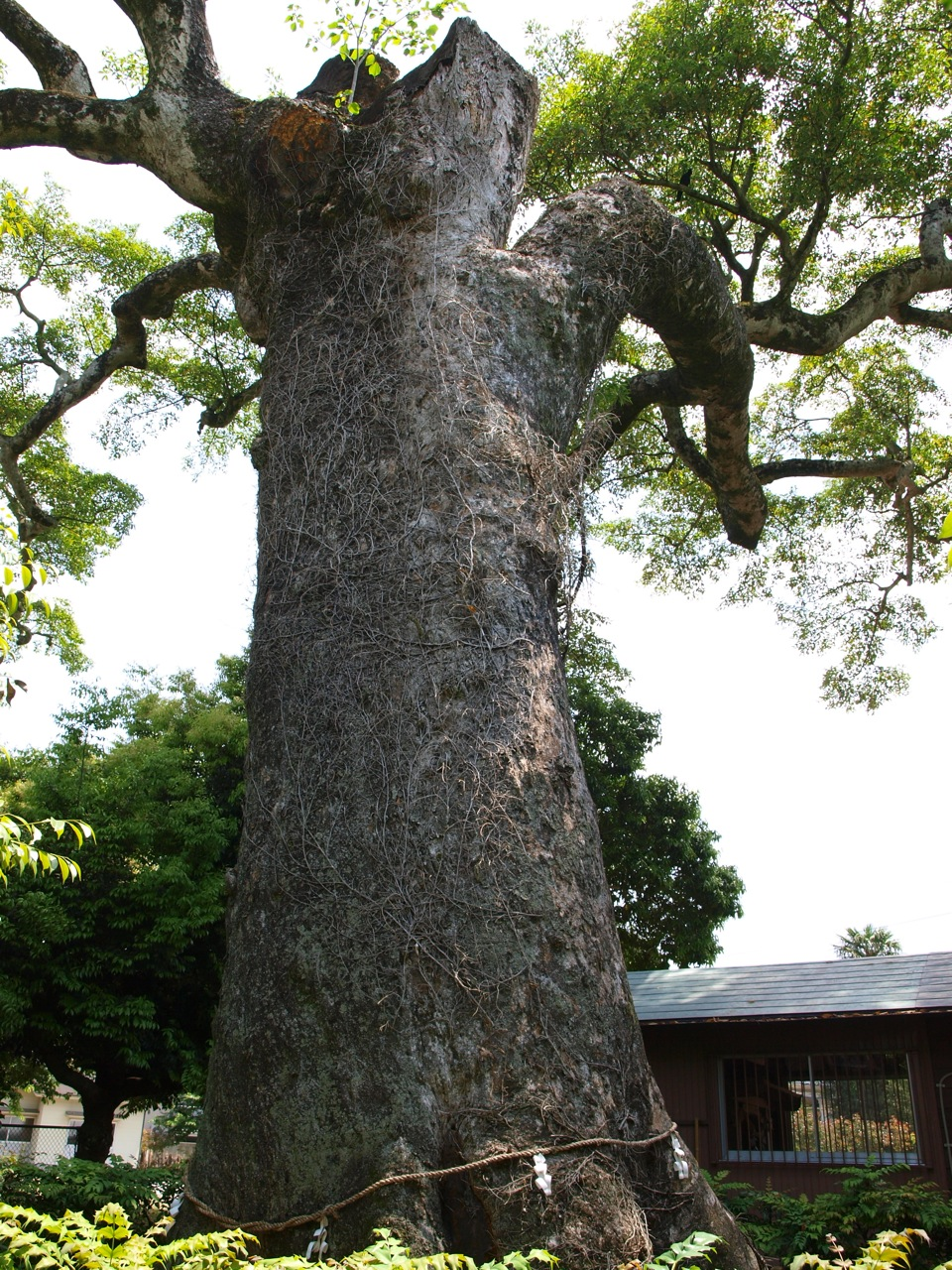
永利のオガタマノキ（国指定天然記念物）

### 国指定
- 永利のオガタマノキ（天然記念物）
石神神社境内にある樹齢約八百年程のオガタマノキで天照大御神が天岩戸隠れをした際に天鈿女命が永利のオガタマの木の枝を持ち舞を踊ったという伝説がある[16]。1944年（昭和19年）に国指定天然記念物に指定された[17][18]。

## 小・中学校の学区
市立小・中学校に通う場合、学区（校区）は以下の通りとなる。
| 町丁   | 小字                       | 小学校                   | 中学校                     |
| ------ | -------------------------- | ------------------------ | -------------------------- |
| 永利町 | 倉谷、小牟田原、辰口、南川 | 薩摩川内市立平佐西小学校 | 薩摩川内市立川内中央中学校 |
| 永利町 | 上記を除く全域             | 薩摩川内市立永利小学校   | 薩摩川内市立川内南中学校   |

## 交通

### 道路
主要地方道
- 鹿児島県道42号川内加治木線

一般県道
- 鹿児島県道333号川内祁答院線
- 鹿児島県道336号山田隈之城線